# 格林森林流浪足球俱乐部
森林綠流浪足球會（英語：Forest Green Rovers F.C.），或译「绿色森林流浪」，是英格兰的足球俱乐部，位于格洛斯特郡奈尔斯沃思，现属于英格蘭足球聯賽系統第五級的英格蘭足球全國聯賽。球隊老闆戴爾·文斯於2010年接手經營後，目標把球隊打造成最環保的足球俱樂部，包括球場零化肥自然草皮、太陽能發電系統，穿著竹纖維球衣，球員的飲食也禁止紅肉。

## 球队历史
- 1968年－69年：球队建立，參加格洛斯特郡联赛（Gloucestershire County League）
- 1975年－76年：加盟希腊足球联赛超级联赛（Hellenic League Premier Division）
- 1981年－82年：希腊足球联赛冠军。英格兰足总瓶冠军；晋级南部联赛米德兰区
- 1989年：球队更名为斯特劳足球俱乐部（Stroud F.C.）
- 1992年：队名更回森林绿流浪
- 1995年－96年：转为联赛南部组球队
- 1996年－97年：南部联赛南部组冠军；晋级南部联赛超级组
- 1997年－98年：南部联赛冠军；晋级全国联赛
- 1998年－99年：英格兰足总锦标亚军
- 2000年－01年：英格兰足总锦标亚军
- 2021年－22年：英乙冠军；升级英甲
- 2023年－24年：英乙排名第24位；來季降级至全國聯

2020年9月，阿森纳球員赫克托·貝萊林成為英乙球隊森林绿流浪的第二大股東，他讚揚他們對素食主義和環保主義的承諾。
以前森林绿流浪俱樂部的隊徽和巴塞罗那的队徽设计非常相似。兩個隊徽上都出現了聖喬治的旗幟，表明他與英格蘭及加泰羅尼亞的聯繫。

## 俱乐部纪录
- 最佳联赛排位：英格兰足球乙級联赛（第4级）冠军，2021/22年；
- 最佳英格兰足总杯表现：第3轮，2008/09年、2009/10年；
- 最佳英格兰足总锦标表现：亚军，1998/99年、2000/01年；
- 最佳英格兰足总瓶表现：冠军，1981/82年；
- 最佳英格蘭聯賽錦標表现：第1轮，2003/04年；
- 最佳英格蘭足球議會聯賽盃表現：亞軍，2008/09年；

## 荣誉
- 英格兰足总瓶 优胜者 1982年
- 英格蘭足球南部聯賽 超级组 冠军 1998年
- 英格蘭足球南部聯賽 南部组 冠军 1997年
- 希腊足球联赛 冠军 1982年

## 資料來源
1. ↑  Mike Williams & Tony Williams (2016) Non-League Club Directory 2017, Tony Williams Publications, p453 ISBN 978-1869833695
2. ↑  . PP體育.
3. ↑  .   [2020-11-13]. （原始内容存档于2020-11-13）.

- 足球歷史資料庫 （页面存档备份，存于）
- 世界最環保球隊[永久]